# Len Cashmere

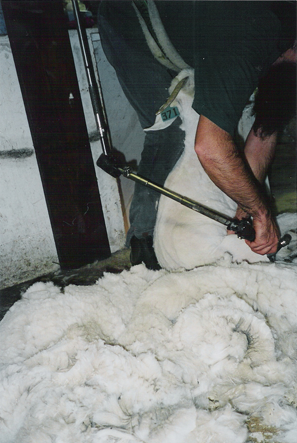
quy trình sản xuất len Cashmere

Len Cashmere, thường được gọi đơn giản là cashmere, là một loại len thu được từ bộ lông của Dê Cashmere.
Len Cashmere trưng bởi các sợi rất mỏng chỉ dày 16-18 micron, đảm bảo độ mềm đáng kinh ngạc. Lấy len là một quá trình cực kỳ tốn thời gian. Nó đòi hỏi phải chải thủ công dê cashmere, và sau đó - tách lông ngoài. Màu sắc tự nhiên là xám, nâu hoặc trắng. Loại vải này khá đắt và tốn kém, đó là lý do tại sao len thường được sử dụng để trộn với len của Cừu Merino.

## Đặc tính
Giá chủ yếu phụ thuộc vào mức độ tốt của len. Các chiều dài sợi, mức độ xoăn cứng và màu sắc cũng đóng một vai trò. Cashmere có thể được xử lý và nhuộm giống như len của cừu. Do các sợi mịn, các sản phẩm len Cashmere có đặc tính cách nhiệt rất tốt ở trọng lượng thấp.

## Nước sản xuất
Các nước sản xuất chính ban đầu là Trung Quốc, Mông Cổ, Iran và vùng cao nguyên Trung Á. Tuy nhiên, đàn dê Cashmere lớn cũng được nuôi ở Úc, New Zealand và Scotland. Ở các quốc gia nguyên thủy, sợi len chủ yếu được chế biến thành mũ nón và khăn choàng cổ. Ở các quốc gia khác, sợi len được sử dụng may áo khoác, từ áo len đến áo khoác.

## Các loại sợi
- Nguyên liệu thô: chưa được xử lý và về cơ bản là trực tiếp từ động vật
- Đã xử lý: sợi đã trải qua các quá trình khử lông, giặt, chải và sẵn sàng để quay hoặc đan, móc, dệt
- Virgin: sợi mới được tạo thành sợi, vải hoặc hàng may mặc lần đầu tiên.
- Tái chế: sợi được thu hồi từ phế liệu hoặc vải được dệt hoặc nỉ trước đây và có thể hoặc không được sử dụng trước đây bởi người tiêu dùng từ nhiều nơi trên thế giới.